# Eul-Soo Pang
Eul-Soo Pang (Coreia, abril de 1937) é um historiador estadunidense de origem coreana. Brasilianista, Pang especializou-se no estudo do coronelismo e a Primeira República, professor emérito da Escola de Minas do Colorado em Liberal Arts and International Studies.

## Biografia
Em informe da editora Civilização Brasileira Pang mudou-se para os Estados Unidos ainda novo, realizando naquele país "toda a sua formação intelectual (...) desde os estudos preliminares à high school e universidade. Durante vários anos lecionou em Vanderbilt University, onde teve como mestre e orientador, depois companheiro de trabalho, a Alexandre Marchant.
Bacharelou-se pela Universidade Marshall, com mestrado pela Universidade de Ohio. Obteve o PHD pela Universidade da Califórnia em 1970, com a tese “The Politics of Coronelismo in Brazil: the case of Bahia, 1889-1930” e que serviu de base para seu livro sobre o fenômeno político dos coronéis, publicado em 1978.
Para a confecção de sua tese visitou o Brasil, obtendo então o apoio da Fundação Henry L. and Grace Doherty (1967-1968) e depois de instituições como Center for Latin Studies, American Council for Learned Societies, Exxon Corporation, entre outras, em viagens nos anos nos anos de 1972, 1973, 1974, 1975 e 1977. No país Pang realizou entrevistas e obteve apoio de figuras como os generais Luís Serff Sellmann (da Biblioteca do Exército) e Humberto de Sousa Melo (que entrevistou sobre seu papel no golpe militar de 1930) ou o coronel Newton Ourique de Oliveira, além de ter obtido o apoio e acesso a livros e documentos de historiadores como Cid Teixeira, Luís Henrique Dias Tavares, Américo Jacobina Lacombe, Tales de Azevedo ou Pedro Calmon, além de acesso aos documentos de familiares de antigos coronéis baianos como filhos de Horácio de Mattos ou de autores como Wilson Lins, além de haver coligido vasta bibliografia que a editora registrou como "das mais copiosas, talvez mais copiosa do que se possa encontrar em qualquer outro trabalho acadêmico".
É casado com Laura Jarnagin Pang, também professora emérita da Escola de Minas.

## Obra publicada
Dentre os livros do autor tem-se:
- In Pursuit Of Honor And Power: Noblemen of the Southern Cross in Nineteenth-century Brazil, 1988, University Alabama Press, 260 p., ISBN 978-0817303174.
- The International Political Economy of Transformation in Argentina, Brazil and Chile Since 1960, ed. Palgrave MacMillan; 2002,‎ 251 p., ISBN‎ 978-0333919729
- The U.S.-Singapore Free Trade Agreement: An American Perspective on Power, Trade and Security in the Asia Pacific, ed. Iseas-Yusof Ishak Institute, 2011, 328 p., ISBN‎ 978-9814311991
- O Engenho Central do Bom Jardim na economia baiana: alguns aspectos de sua história, 1875-1891, 1979

### Artigos
- «Brazil's Pragmatic Nationalism». University of California Press. Current History. 68 (401): 5–10. 1975. (pede subscrição (ajuda))
- The Changing Roles of Priests in the Politics of Northeast Brazil, 1889-1964. The Americas, nº 30 (janeiro de 1974), p. 341-72.
- Coronelismo in Northeast Brazil. In: The Caciques: Oligarchical Politics and the System of Caciquismo in the Luso-Hispanic World, Robert Kern (org.), p. 65-88, University of New Mexico Press, Albuquerque, 1973.
- The revolt of the bahian coronéis and the federal intervention of 1920. Luso-Brazilian Review, 8 (dezembro, 1971), p. 3-25
- The Mandarins of Imperial Brazil (com Ren L. Seckinger). Comparative Studies in Society and History, nº 14 (março de 1972), p. 215-244.